# Barrage de Vianden
Barrage de Vianden är en dammbyggnad i Luxemburg.   Den ligger i distriktet Diekirch, i den norra delen av landet, 40 kilometer norr om huvudstaden Luxemburg. Barrage de Vianden ligger 247 meter över havet. Den ligger vid sjön Bassin Inférieur.
Terrängen runt Barrage de Vianden är kuperad åt nordväst, men åt sydost är den platt. Barrage de Vianden ligger nere i en dal.  Närmaste större samhälle är Diekirch, 9,0 kilometer söder om Barrage de Vianden.
I omgivningarna runt Barrage de Vianden växer i huvudsak blandskog. Runt Barrage de Vianden är det ganska tätbefolkat, med 67 invånare per kvadratkilometer.